# Angus
Angus är en av Skottlands kommuner och ståthållarskap, belägen i den östra delen av Skottland. Kommunen gränsar mot Aberdeenshire, Perth and Kinross och Dundee. Huvudnäringsvägarna är jordbruk och fiske.
Angus består av tre geografiska områden. I norr och väst är regionen bergig, detta området kallas Angus Glens och är glest befolkat. I söder och öst är det ett mer rullande åslandskap ner mot havet, detta området har något större orter. Det tredje området, Strathmore, ligger emellan de två andra, och är en fruktbar dal som är känd för sin odling av potatis, frukt och liknande.

## Grevskapet Angus
Angus är även ett traditionellt grevskap som gränsar mot Kincardineshire, Aberdeenshire och Perthshire samt Firth of Tay.

## Orter
- Aberlemno
- Arbroath
- Auchmithie
- Brechin
- Bridge of Craigisla
- Carmyllie
- Carnoustie
- Edzell
- Farnell
- Forfar
- Friockheim
- Glamis
- Guthrie
- Inverkeilor
- Kirriemuir
- Letham
- Newbigging
- Monifieth
- Montrose
- St. Vigeans